# Limbe (Malawi)
Limbe é um bairro da cidade de Blantire, no Malawi. É mais conhecida por ser a sede operacional e de oficinas da companhia ferroviária estatal Malawi Railways.

## Visão geral
Limbe está a 11 km a leste do centro de Blantire e foi fundada em 1909. Blantre fundiu-se com Limbe em 1956.

## Economia
A primeira agência do Banco Comercial do Malawi foi aberto no Limbe em 11 de abril de 1970. Limbe é um polo industrial no distrito de Blantyre, sendo conhecida por abrigar a sede da Malawi Pharmacies Limited e da Illovo Sugar Malawi, além de inúmeros comerciantes indianos (e de outros locais da Ásia Oriental) e empresários chineses.

## Cultura
Limbe é um centro cultural importante para a comunidade ásio-malauiana e também para a cultura nativa iao.

## Esportes
Limbe é também a sede da Associação de Hockey do Malawi (HAM).